# لويس إف. إيدلمان
لويس إف. إيدلمان (بالإنجليزية: Louis F. Edelman)‏ هو منتج أفلام وكاتب وكاتب سيناريو أمريكي، ولد في 18 مايو 1900 في نيويورك في الولايات المتحدة، وتوفي في 6 يناير 1976 في لوس أنجلوس في الولايات المتحدة.

## وصلات خارجية
- لويس إف. إيدلمان على موقع IMDb (الإنجليزية)
- لويس إف. إيدلمان على موقع ألو سيني (الفرنسية)
- لويس إف. إيدلمان على موقع أول موفي (الإنجليزية)
- لويس إف. إيدلمان على موقع قاعدة بيانات الأفلام السويدية (السويدية)
- لويس إف. إيدلمان على موقع قاعدة بيانات الفيلم (الإنجليزية)
- لويس إف. إيدلمان على موقع كينوبويسك (الروسية)